# Banater Heide
Banater Heide ist ein historischer Name für die Region des nordwestlichen Banats.

## Geographie
Die Banater Heide ist ein Teil des Pannonischen Flachlandes, etwa umschlossen von Cenad (Tschanad) – Sânnicolau Mare (Groß Sankt Nikolaus) – Periam (Perjamosch) – Variaș (Warjasch) – Biled (Billed) – Becicherecu Mic (Klein Betschkerek) – Cărpiniș (Gertjanosch) – Jimbolia (Hatzfeld) – Săcălaz (Sackelhausen) – Teremia Mare (Marienfeld) – Teremia Mică (Albrechtsflor).

## Benennung
Der deutsche Name Heide bezog sich darauf, dass die Gegend lange urwüchsiges Land im Gegensatz zu den bebauten und bewohnten Landschaften war. Erst später wurde das Wort wohl nur im engen Sinne genommen und auf die unbebauten, waldlosen Strecken eingeschränkt. In der österreichischen Verwaltungssprache hießen diese unbebauten Landstrecken Prädien, Einöden und häufig auch Heide.

## Geschichte
Bis zu den Türkenkriegen war die pannonische Tiefebene die Hürde Mitteleuropas. Jahrhundertealter Hirtentrieb der Heiducken machte die ursprünglichen Landschaft zum Weideland. Nach der Vertreibung der Türken blieb die extensive Weidewirtschaft die Hauptbeschäftigung im Banater Flachland. Die Unternehmer waren oft Griechen, zumeist aber serbische und mazedo-rumänische Handelsleute.
Im Banat begann man um 1722 langsam mit der Besiedlung mit deutschen Kolonisten. Mit den Schwabenzügen entstanden die ersten deutschen Siedlungen, die jedoch fast alle während des erneuten Türkenkrieges von 1738 bis 1739 wieder zugrunde gingen. Nach dieser Zerstörung wurde die Wiederbesiedlung der Banater Heide wieder in Gang gebracht. Auf dem Ödland entstanden in dem Zeitraum von 1768 bis 1772 zahlreiche neue Dörfer, so im Jahre 1765 Billed, 1766 Hatzfeld, 1767 Lenauheim und Großjetscha, 1768 Grabatz, 1769 Bogarosch, 1770 Kleinjetscha, Marienfeld und Kleintermin, 1772 Triebswetter, Gottlob und Kleinkomlosch. Dazu kamen später Lowrin, Komlosch, Wiseschdia, Nero, und Uihel.